# Husby-Rekarne distrikt
Husby-Rekarne distrikt är ett distrikt i Eskilstuna kommun och Södermanlands län. 
Distriktet ligger i södra delen av kommunen. 

## Tidigare administrativ tillhörighet
Distriktet inrättades 2016 och utgörs av socknen Husby-Rekarne i Eskilstuna kommun
Området motsvarar den omfattning Husby-Rekarne församling hade vid årsskiftet 1999/2000.